# Columbus (ópera)
Columbus. Bericht und Bildnis es una ópera del compositor alemán Werner Egk, quien también es autor del libreto. Compuesta en 1933, su protagonista es Cristóbal Colón.

## Historia
Columbus fue originalmente una ópera para radio (Funkoper). Así fue estrenada en julio de 1933 en la Bayerischer Rundfunk. Después fue adaptada por el compositor para los escenarios, de modo que el 13 de enero de 1941 fue reestrenada en la actual Ópera de Fráncfort bajo la dirección musical de Franz Konwitschny. La última revisión (la llamada Berline Neufassung, "Nueva edición de Berlín") se realizó en 1951. Se trataría de un trabajo sobre el que Egk volvió a lo largo de las distintas etapas de su carrera, por lo que le habría profesado un afecto especial.

## Argumento
Dividida en tres actos, la ópera dramatiza el ascenso y caída de Cristóbal Colón. El primer acto comprende desde el rechazo inicial del rey Fernando el Católico hacia el proyecto colombino (encontrar una ruta marítima a la India navegando hacia occidente) hasta la partida de las tres carabelas desde el Puerto de Palos. En el segundo acto se representa el desembarco de la expedición en el territorio recién descubierto y su encuentro con los nativos de la isla Guanahani . El último acto dramatiza desde el recibimiento triunfal de Colón en España hasta el momento de su muerte, abandonado y en la miseria, en el cual se encuentra con el fanstasma de la reina Isabel. A lo largo de la ópera se incluyen escenas en las que dos locutores (Sprecher) comentan críticamente los sucesos.

## Grabaciones
Se conserva una grabación de la ópera, dirigida por el propio Egk en enero de 1963 en Múnich. En el elenco destaca la participación del tenor Fritz Wunderlich en el papel del rey Fernando. Esta grabación histórica ha sido publicada por el sello discográfico Orfeo.